# كتشومثقال (كتشو)
کتشومثقال (بالفارسية: کچومثقال) هي قرية تقع في إيران في قسم کتشو الريفي. يقدر عدد سكانها بـ 487 نسمة بحسب إحصاء 2016.